# Пинч (Западна Вирџинија)
Пинч (енгл. Pinch) насељено је место без административног статуса у америчкој савезној држави Западна Вирџинија.

## Демографија
По попису из 2010. године број становника је 3.262, што је 451 (16,0%) становника више него 2000. године.
| Група             | 2000.         | 2010.         |
| Белци             | 2.778 (98,8%) | 3.208 (98,3%) |
| Афроамериканци    | 4 (0,1%)      | 7 (0,2%)      |
| Азијати           | 1 (0,0%)      | 7 (0,2%)      |
| Хиспаноамериканци | 14 (0,5%)     | 19 (0,6%)     |
| Укупно            | 2.811         | 3.262         |